# جلوان
جلوان هي قرية في مقاطعة أصفهان، إيران. عدد سكان هذه القرية هو 1,083 في سنة 2006.